# Marele Premiu al Bahrainului din 2024
Marele Premiu al Bahrainului din 2024 (cunoscut oficial ca Formula 1 Gulf Air Bahrain Grand Prix 2024) a fost o cursă de Formula 1 ce s-a desfășurat pe 2 martie 2024 pe Circuitul Internațional Bahrain din Sakhir, Bahrain. Cursa a fost prima etapă a Campionatului Mondial de Formula 1 al FIA din 2024, fiind pentru a douăzecea oară când această cursă are loc în Bahrain.
Datorită Ramadanului, evenimentul a fost decalat cu o zi înainte, astfel încât primele două sesiuni de antrenamente au avut loc joi, a treia sesiune de antrenamente și calificările vineri, iar cursă principală s-a desfășurat sâmbătă, în loc de duminică. Cursa a marcat a cincea oară când un sezon de Formula 1 începe în Bahrain, egalând Marele Premiu al Principatului Monaco la acest capitol. Sauber a revenit pe grila Formulei 1 după cinci sezoane în care a fost cunoscută sub numele de Alfa Romeo, iar AlphaTauri s-a redenumit în RB F1 Team înaintea sezonului.
Campionul en-titre Max Verstappen și-a continuat parcursul dominant din sezonul anterior, obținând pole position la peste două sutimi în fața lui Charles Leclerc. Neerlandezul și-a transformat pole-ul într-o victorie confortabilă după ce s-a aflat la conducerea cursei pe întreaga sa durată, realizând între timp și cel mai rapid tur al cursei pentru a-și adjudeca al cincilea său grand slam din carieră. Colegul său de la Red Bull, Sergio Pérez, a terminat pe locul 2 la peste 22 de secunde diferență, iar Carlos Sainz Jr. de la Ferrari a completat podiumul.

## Context
Marele Premiu a început la ora locală 18:00 (UTC+3) sâmbătă, 2 martie 2024, devenind prima cursă de deschidere a unui sezon de Formula 1 care se desfășoară într-o sâmbătă de la Marele Premiu al Africii de Sud din 1982. Evenimentul s-a desfășurat sâmbătă pentru a respecta reglementările care necesită cel puțin o săptămână între Marile Premii, deoarece următoarea etapă, Mare Premiu al Arabiei Saudite, a fost programată pe 9 martie. Marele Premiu al Arabiei Saudite a fost mutat cu o zi înainte pentru a evita un conflict cu Ramadanul, care începe la 10 martie.
Furnizorul de anvelope Pirelli a adus compușii de anvelope C1, C2 și C3 (denumiți dur, mediu și, respectiv, moale) pentru ca echipele să le folosească la eveniment.

## Calificări
Calificările au avut loc pe 1 martie 2024 începând cu ora locală 19:00 (UTC+3), ora 18:00 EET.
| Poz.                  | Nr. | Pilot            | Constructor                  | Timpi calificări | Timpi calificări | Timpi calificări | Grila finală |
| Poz.                  | Nr. | Pilot            | Constructor                  | Q1               | Q2               | Q3               | Grila finală |
| --------------------- | --- | ---------------- | ---------------------------- | ---------------- | ---------------- | ---------------- | ------------ |
| 1                     | 1   | Max Verstappen   | Red Bull Racing-Honda RBPT   | 1:30,031         | 1:29,374         | 1:29,179         | 1            |
| 2                     | 16  | Charles Leclerc  | Ferrari                      | 1:30,243         | 1:29,165         | 1:29,407         | 2            |
| 3                     | 63  | George Russell   | Mercedes                     | 1:30,350         | 1:29,922         | 1:29,485         | 3            |
| 4                     | 55  | Carlos Sainz Jr. | Ferrari                      | 1:29,909         | 1:29,573         | 1:29,507         | 4            |
| 5                     | 11  | Sergio Pérez     | Red Bull Racing-Honda RBPT   | 1:30,221         | 1:29,932         | 1:29,537         | 5            |
| 6                     | 14  | Fernando Alonso  | Aston Martin Aramco-Mercedes | 1:30,179         | 1:29,801         | 1:29,542         | 6            |
| 7                     | 4   | Lando Norris     | McLaren-Mercedes             | 1:30,143         | 1:29,941         | 1:29,614         | 7            |
| 8                     | 81  | Oscar Piastri    | McLaren-Mercedes             | 1:30,531         | 1:30,122         | 1:29,683         | 8            |
| 9                     | 44  | Lewis Hamilton   | Mercedes                     | 1:30,451         | 1:29,718         | 1:29,710         | 9            |
| 10                    | 27  | Nico Hülkenberg  | Haas-Ferrari                 | 1:30,566         | 1:29,851         | 1:30,502         | 10           |
| 11                    | 22  | Yuki Tsunoda     | RB-Honda RBPT                | 1:30,481         | 1:30,129         | N/A              | 11           |
| 12                    | 18  | Lance Stroll     | Aston Martin Aramco-Mercedes | 1:29,965         | 1:30,200         | N/A              | 12           |
| 13                    | 23  | Alexander Albon  | Williams-Mercedes            | 1:30,397         | 1:30,221         | N/A              | 13           |
| 14                    | 3   | Daniel Ricciardo | RB-Honda RBPT                | 1:30,562         | 1:30,278         | N/A              | 14           |
| 15                    | 20  | Kevin Magnussen  | Haas-Ferrari                 | 1:30,646         | 1:30,529         | N/A              | 15           |
| 16                    | 77  | Valtteri Bottas  | Kick Sauber-Ferrari          | 1:30,756         | N/A              | N/A              | 16           |
| 17                    | 24  | Zhou Guanyu      | Kick Sauber-Ferrari          | 1:30,757         | N/A              | N/A              | 17           |
| 18                    | 2   | Logan Sargeant   | Williams-Mercedes            | 1:30,770         | N/A              | N/A              | 18           |
| 19                    | 31  | Esteban Ocon     | Alpine-Renault               | 1:30,793         | N/A              | N/A              | 19           |
| 20                    | 10  | Pierre Gasly     | Alpine-Renault               | 1:30,948         | N/A              | N/A              | 20           |
| Regula 107%: 1:36,202 |     |                  |                              |                  |                  |                  |              |
| Sursa:                |     |                  |                              |                  |                  |                  |              |

## Cursa
Cursa a avut loc pe 2 martie 2024 începând cu ora locală 18:00 (UTC+3), ora 17:00 EET, și a durat 57 de tururi.
| Poz.                                                                                 | Nr. | Pilot            | Constructor                  | Tururi | Timp/Retras | Grilă | Puncte |
| ------------------------------------------------------------------------------------ | --- | ---------------- | ---------------------------- | ------ | ----------- | ----- | ------ |
| 1                                                                                    | 1   | Max Verstappen   | Red Bull Racing-Honda RBPT   | 57     | 1:31:44,742 | 1     | 26     |
| 2                                                                                    | 11  | Sergio Pérez     | Red Bull Racing-Honda RBPT   | 57     | +22,457     | 5     | 18     |
| 3                                                                                    | 55  | Carlos Sainz Jr. | Ferrari                      | 57     | +25,110     | 4     | 15     |
| 4                                                                                    | 16  | Charles Leclerc  | Ferrari                      | 57     | +39,669     | 2     | 12     |
| 5                                                                                    | 63  | George Russell   | Mercedes                     | 57     | +46,788     | 3     | 10     |
| 6                                                                                    | 4   | Lando Norris     | McLaren-Mercedes             | 57     | +48,458     | 7     | 8      |
| 7                                                                                    | 44  | Lewis Hamilton   | Mercedes                     | 57     | +50,324     | 9     | 6      |
| 8                                                                                    | 81  | Oscar Piastri    | McLaren-Mercedes             | 57     | +56,082     | 8     | 4      |
| 9                                                                                    | 14  | Fernando Alonso  | Aston Martin Aramco-Mercedes | 57     | +1:14,887   | 6     | 2      |
| 10                                                                                   | 18  | Lance Stroll     | Aston Martin Aramco-Mercedes | 57     | +1:33,216   | 12    | 1      |
| 11                                                                                   | 24  | Zhou Guanyu      | Kick Sauber-Ferrari          | 56     | +1 tur      | 17    |        |
| 12                                                                                   | 20  | Kevin Magnussen  | Haas-Ferrari                 | 56     | +1 tur      | 15    |        |
| 13                                                                                   | 3   | Daniel Ricciardo | RB-Honda RBPT                | 56     | +1 tur      | 14    |        |
| 14                                                                                   | 22  | Yuki Tsunoda     | RB-Honda RBPT                | 56     | +1 tur      | 11    |        |
| 15                                                                                   | 23  | Alexander Albon  | Williams-Mercedes            | 56     | +1 tur      | 13    |        |
| 16                                                                                   | 27  | Nico Hülkenberg  | Haas-Ferrari                 | 56     | +1 tur      | 10    |        |
| 17                                                                                   | 31  | Esteban Ocon     | Alpine-Renault               | 56     | +1 tur      | 19    |        |
| 18                                                                                   | 10  | Pierre Gasly     | Alpine-Renault               | 56     | +1 tur      | 20    |        |
| 19                                                                                   | 77  | Valtteri Bottas  | Kick Sauber-Ferrari          | 56     | +1 tur      | 16    |        |
| 20                                                                                   | 2   | Logan Sargeant   | Williams-Mercedes            | 55     | +2 tururi   | 18    |        |
| Cel mai rapid tur: Max Verstappen (Red Bull Racing-Honda RBPT) – 1:32,608 (turul 39) |     |                  |                              |        |             |       |        |
| Sursa:                                                                               |     |                  |                              |        |             |       |        |

Note
- ^1 – Include un punct pentru cel mai rapid tur.[8]

## Clasamentele campionatelor după cursă
| Poz.   | Pilot            | Pct. |
| ------ | ---------------- | ---- |
| 1      | Max Verstappen   | 26   |
| 2      | Sergio Pérez     | 18   |
| 3      | Carlos Sainz Jr. | 15   |
| 4      | Charles Leclerc  | 12   |
| 5      | George Russell   | 10   |
| Sursa: |                  |      |

| Poz.   | Constructor                  | Pct. |
| ------ | ---------------------------- | ---- |
| 1      | Red Bull Racing-Honda RBPT   | 44   |
| 2      | Ferrari                      | 27   |
| 3      | Mercedes                     | 16   |
| 4      | McLaren-Mercedes             | 12   |
| 5      | Aston Martin Aramco-Mercedes | 3    |
| Sursa: |                              |      |

- Notă: Doar primele cinci locuri sunt prezentate în ambele clasamente.